# Lesbian Feminist Liberation
Lesbian Feminist Liberation fue una organización de defensa de los derechos de las lesbianas en Nueva York, formada en 1972.

## Trayectoria
Lesbian Feminist Liberation era originalmente el Lesbian Liberation Committee y parte de la Gay Activists Alliance (GAA). En 1972, cuando los miembros sintieron que la GAA no estaba prestando suficiente atención a las cuestiones lésbicas y feministas, la abandonaron y formaron la Lesbian Feminist Liberation, coordinada por Jean O'Leary. La nueva formación dejó al grupo Radicalesbians (RL) con pocos miembros. La Lesbian Liberation Committee, e inicialmente también el Lesbian Feminist Liberation, se reunieron en una antigua estación de bomberos en 99 Wooster Street en SoHo, el lugar se conocía como "The Firehouse".
En 1973, la Lesbian Feminist Liberation participó en la campaña para presionar al Ayuntamiento de Nueva York para que agregara la orientación sexual a la ordenanza municipal contra la discriminación de la ciudad. Veinticinco miembros de la organización asistieron a The Dick Cavett Show e interrumpieron su entrevista con George Gilder, un autor que la organización consideraba antifeminista y antilesbianas.

Organizaron, también, una manifestación con 200 participantes y un gran dinosaurio falso de color lavanda frente al Museo Nacional de Historia Estadounidense para protestar contra el sexismo en el museo. Hicieron piquetes en un cine del Lincoln Center que proyectaba Las amargas lágrimas de Petra von Kant, de Rainer Werner Fassbinder, que algunas feministas encontraron ofensiva por su descripción del sadomasoquismo lésbico.
La organización se opuso a la actuación de drag queens en la Marcha del Orgullo LGBT de 1973 en la ciudad de Nueva York. Mientras repartían folletos, Sylvia Rivera, de Street Transvestite Action Revolutionaries, tomó el micrófono del maestro de ceremonias Vito Russo y habló en contra del sentimiento y del acoso y arrestos de drag queens en la calle, algunas de las cuales habían estado involucradas con los disturbios de Stonewall. O'Leary insistió en responder denunciando al arte drag como misógino y criticando la marcha por estar demasiado dominada por hombres. Esto llevó a Lee Brewster, del Queens Liberation Front, a denunciar a las feministas lesbianas antitransgénero. La multitud, cada vez más enojada, solo se calmó cuando Bette Midler, que había escuchado estos hechos en la radio de su apartamento de Greenwich Village, llegó, tomó el micrófono y comenzó a cantar Friends. Este fue uno de los muchos acontecimientos de principios de la década de 1970 en los que se enfrentaron activistas lesbianas y transgénero.
Cuando NBC transmitió Flowers of Evil, un episodio de La mujer policía, sobre un trío de lesbianas que asesinan a residentes de un asilo de ancianos por su dinero, la organización organizó un zap en la sede de NBC de Nueva York, el 19 de noviembre de 1973. Diez mujeres entraron al edificio en parejas a intervalos de 15 minutos, viajando en ascensor a diferentes pisos antes de converger en las oficinas de Broadcast Standards and Practices. Cuando se les advirtió que el vicepresidente Herminio Traviesas no regresaría a su cargo hasta la semana siguiente, los manifestantes anunciaron su intención de esperar hasta que regresara y ocuparan su cargo durante la noche. Alrededor de 75 mujeres se manifestaron frente al edificio. A la mañana siguiente, la mitad de las mujeres se marcharon, junto con los hijos del principal manifestante. Los manifestantes restantes desplegaron una pancarta de seis metros de largo desde el balcón de la oficina del vicepresidente Traviesas que decía: "LESBIANS PROTEST NBC" (en español, "LESBIANAS PROTESTAN CONTRA NBC"). Ellos y los manifestantes a pie de calle corearon consignas como "La NBC trabaja contra las lesbianas" y "Las lesbianas están sentadas". Los manifestantes esperaban obtener cobertura informativa y detenciones. Cuando se dieron cuenta de que nada de eso ocurriría, abandonaron el edificio. Si bien las cadenas ignoraron la historia, fue recogida por los medios locales y las agencias de noticias. Al final, NBC acordó no volver a emitir el episodio.
En 1974, la organización trabajó con la New York Radical Feminists para aumentar la visibilidad de las mujeres en la Marcha del Orgullo LGBT de Nueva York.